# 趙松 (洪武進士)
趙松（？—？），陝西西安府渭南縣人，明朝政治人物、進士出身。

## 生平
洪武四年，會試二十六名，登進士三甲，授九江府德化縣縣丞。